# Rudolf Kučera
Rudolf Kučera (Spytihněv, 23 gennaio 1940 – Praga, 11 maggio 2024) è stato un calciatore cecoslovacco, di ruolo attaccante.

## Biografia
Kucera fu un giocatore di grande talento ed uno dei migliori prospetti del calcio cecoslovacco. Fu uno dei giocatori di spicco del Dukla Praha che vinse il campionato per tre stagioni di fila (1961, 1962, 1963) assieme ad una Coppa di Cecoslovacchia nel 1961. In quella stagione Kucera ottenne anche il titolo di capocannoniere del campionato con 17 reti, a pari merito con Ladislav Pavlovich. Nel 1962 venne convocato per i Mondiali cileni in cui la Cecoslovacchia raggiunse la finale ma dovette rinunciare a causa di un infortunio. Il 22 novembre 1963 in una partita contro il Górnik Zabrze venne colpito da un avversario con una gomitata e fu perciò costretto a lasciare il calcio ancora giovanissimo, pur rimanendo sotto contratto con il Dukla fino al 1967, anno in cui ebbe una breve esperienza nella squadra "B" dello Slavia Praha.
Kucera segnò anche 10 reti in 14 presenze in Coppa dei Campioni.